# Cryptocephalus etruscus
Cryptocephalus etruscus – gatunek z rzędu chrząszczy z rodziny stonkowatych (Chrysomelidae). Gatunek po raz pierwszy został naukowo opisany w 1995 roku przez Sassiego.